# Sarsaz (obwód kemerowski)
Sarsaz (ros. Сарсаз) – wieś (dieriewnia) w Rosji, w obwodzie kemerowskim, w rejonie jurgińskim. W 2010 liczyła 476 mieszkańców.